# Spilosoma jucunda
Spilosoma jucunda är en fjärilsart som beskrevs av Butler 1881. Spilosoma jucunda ingår i släktet Spilosoma och familjen björnspinnare. Inga underarter finns listade i Catalogue of Life.